# Бугузун (перевал)
Бугузун — горный перевал, на границе Республики Алтай и Тывы в южной части хребта Чихачёва.

## Этимология
Перевал именуется по реке, берущей начало неподалёку. Этимологизируется от (монг. буга; алт. бука — бык, могучий огромный) и второго корня (монг. usun; алт. суу — вода, река). Бугузун — букв. могучая, огромная река.

## Описание
Дорога через перевал Бугузун соединяет Кош-Агачский района Республики Алтай и Монгун-Тайгинский кожуун Республики Тыва. На сегодняшний день (2019 год) перевал как и дорога не имеет твердого покрытия и практически не обслуживается дорожными службами. Автомобильный подъём на перевал, особенно со стороны Алтая, сопряжен с преодолением значительных трудностей. Часть колеи проходит по руслу одноимённой реки.
Как и на других перевалах Алтая и Тывы, на перевале установлено Обо. Но в отличие от Алтайских, Обо на перевале Бугузун укражено буддисткой символикой. хадаками, амулетами и пр.
Недалеко от начала подъёма на Бугузунский перевал, находятся известный Бугузунский источник.

## Галерея

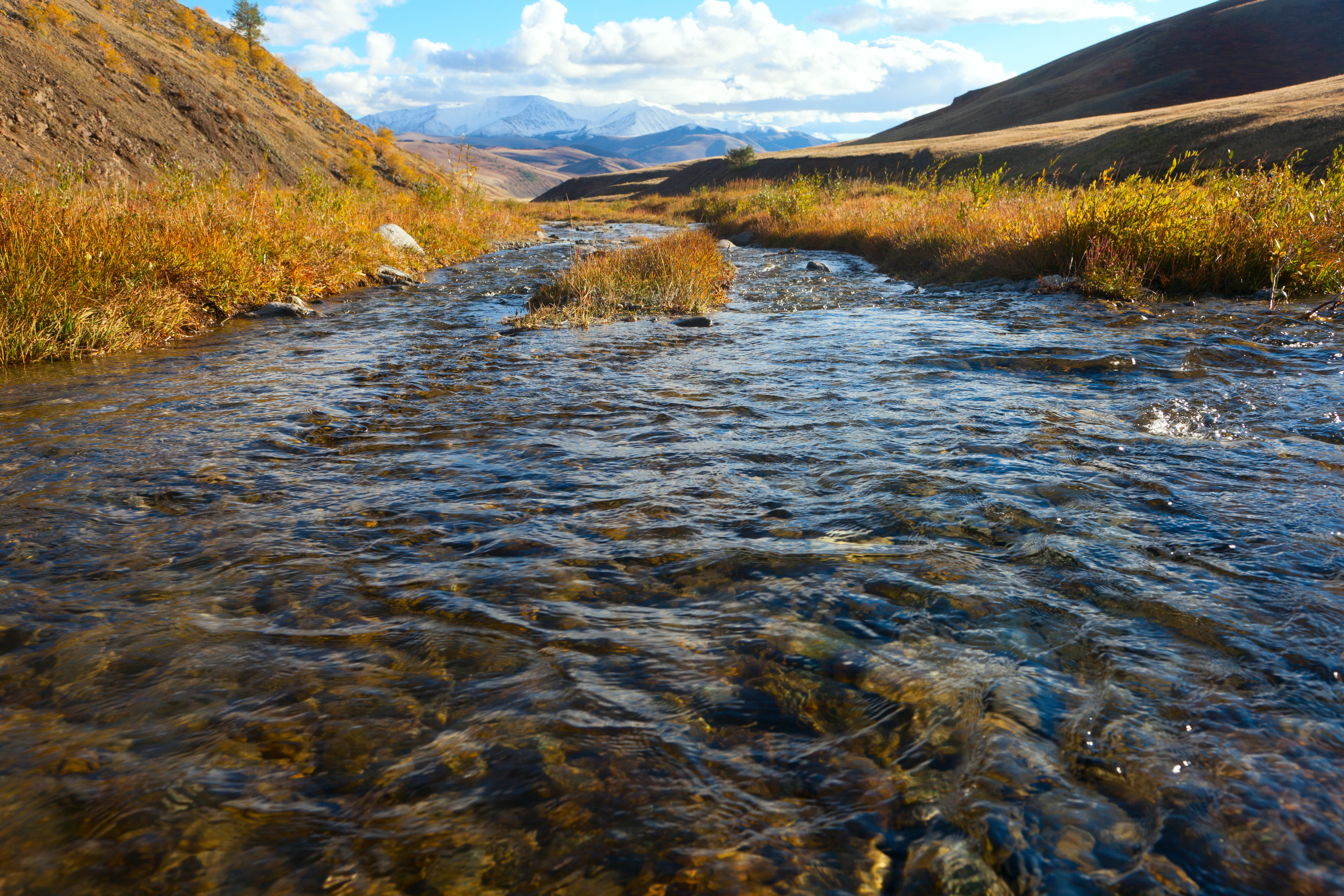
Спуск с перевала в сторону Алтая
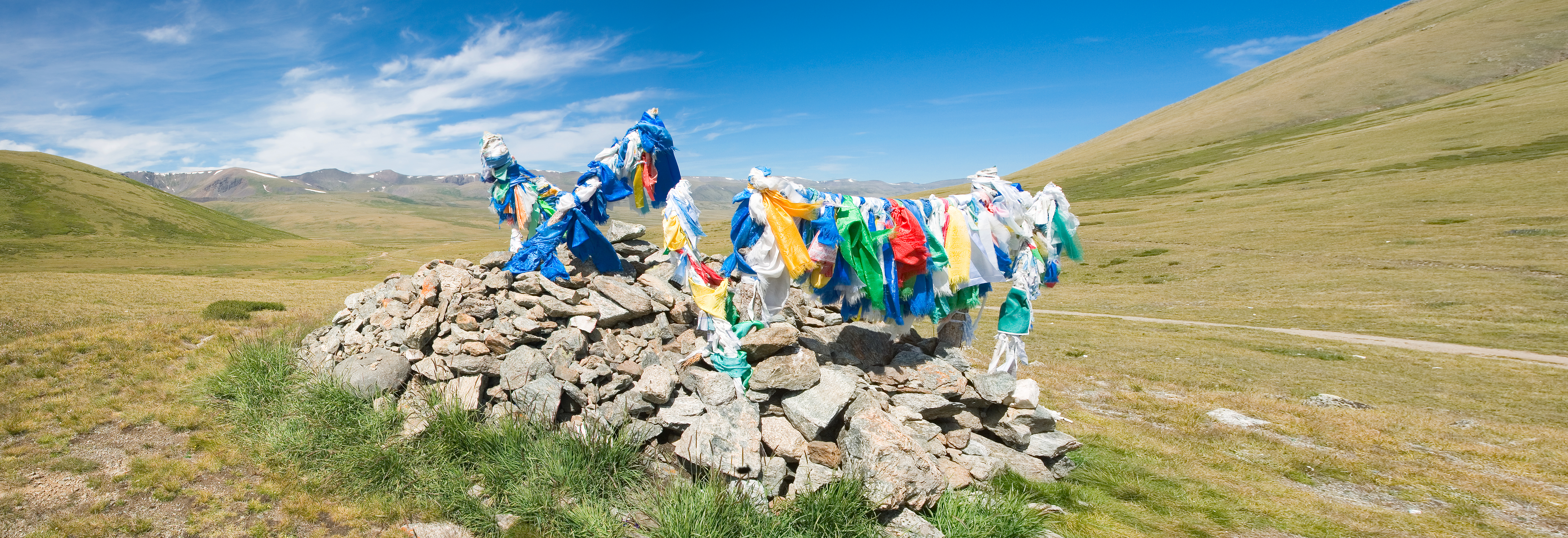
Будисткое Обо и автодорога
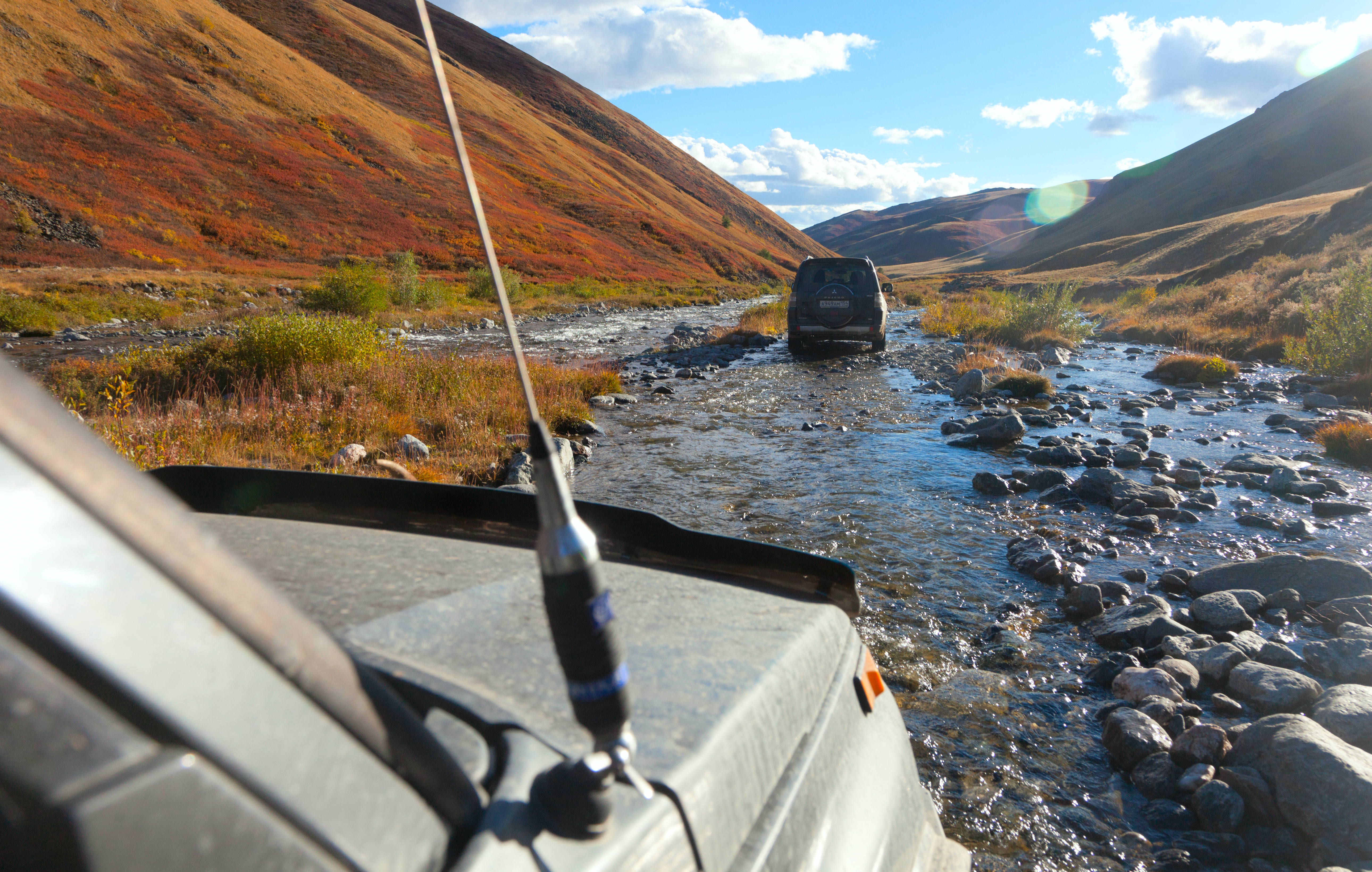
автомобильная колея в русле реки Бугузун